# Етувел
Етувел (фр. Etouvelles) насеље је и општина у североисточној Француској у региону Пикардија, у департману Ен (Пикардија) која припада префектури Лаон.
По подацима из 2011. године у општини је живело 221 становника, а густина насељености је износила 92,86 становника/km². Општина се простире на површини од 2,38 km². Налази се на средњој надморској висини од 66 метара (максималној 67 m, а минималној 59 m).

## Демографија
| 1962. | 1968. | 1975. | 1982. | 1990. | 1999. | 2011. |
| ----- | ----- | ----- | ----- | ----- | ----- | ----- |
| 141   | 145   | 121   | 172   | 207   | 199   | 221   |

График промене броја становника у току последњих година